# آدریان ماریاپا
آدریان ماریاپا (انگلیسی: Adrian Mariappa؛ زادهٔ ۳ اکتبر ۱۹۸۶) یک ورزشکار اهل بریتانیا است.
از باشگاه‌هایی که در آن بازی کرده‌است می‌توان به باشگاه فوتبال واتفورد، باشگاه فوتبال ریدینگ، باشگاه فوتبال کریستال پالاس، و تیم ملی فوتبال جامائیکا اشاره کرد.
وی همچنین در تیم ملی فوتبال جامائیکا بازی کرده است.